# 灵应庙
29°51′55.83″N 121°32′32.08″E / 29.8655083°N 121.5422444°E
灵应庙，俗称大庙，位于中国浙江省宁波市海曙区镇明路南端仓桥头现郁家巷历史街区南端，祀晋代鲍盖，因此又称鲍郎庙，始建于唐圣历二年（699年），宋崇宁三年（1104年）更名灵应庙，总占地面积500平方米。建筑坐东朝西，正殿重檐歇山顶，通面阔五开间，宽22.5米，进深19米，上檐出双昂，现建筑仅存正殿，系民国八年（1919年）重建，但其双昂为真昂和上昂的做法保存了古建筑的一些特色，20世纪50年代中期曾成为镇明纺织机械厂厂房，90年代纺机厂
搬迁，曾做过娱乐场所，2001年8月公布为海曙区文物保护单位，2008年大修:381，2009年完工。